# NGC 2175
NGC 2175 is een open sterrenhoop in het sterrenbeeld Orion. Het hemelobject ligt ongeveer 6.350 lichtjaar van de Aarde verwijderd. Het hemelobject werd voor 1857 reeds ontdekt door de Italiaanse astronoom Giovanni Battista Hodierna en werd onafhankelijk hiervan nogmaals ontdekt in 1857 door Karl Christian Bruhns (1830-1881). Het bevindt zich in de buurt van NGC 2175S.

## Synoniemen
- OCL 476
- LBN 854